# Paradise Lost (Penderecki)
Paradise Lost är en opera (Sacra rappresentazione) i två akter med musik av Krzysztof Penderecki och libretto av Christopher Fry efter John Miltons epos Paradise Lost (1667).

## Historia
Fry använde ungefär en tiondel av Miltons dikt till att skildra jordens skapelse, de första människorna, syndafallet och utdrivningen ur paradiset. Verket kan uppföras som oratorium eller i scenisk form. Penderecki använde sig av flera delar vilka återfinns i barockens sakrala operor: en berättare (Milton själv), allegoriska figurer och inslag av pantomim, kören som berättare och de statiska karaktärerna. Operan var beställd för att fira USA:s tvåhundraårsjubileum 1976 men hade premiär först den 29 november 1978 på Lyric Opera i Chicago.

## Personer
- John Milton (talroll)
- Adam (baryton)
- Eva (sopran)
- Satan (basbaryton)
- Beelzebub (tenor)
- Molok (baryton)
- Belial (tenor)
- Mammon (baryton)
- Döden (countertenor)
- Synden (mezzosopran)
- Zephon (sopran)
- Ithuriel (countertenor)
- Gabriel (tenor)
- Raphael (countertenor)
- Messias (baryton)
- Mikael (tenor)

## Handling
Adams och Evas utdrivning ur paradiset följs av en tillbakablickande sekvens då Satan kastas ned från himlen efter kampen mot Gud, människans skapelse och Satan som frestar Eva med kunskapens frukt. Innan de lämnar paradiset blir Adam och Eva medvetna om konsekvenserna av sitt handlande. Adam får se katastrofsyner vilka kommer att påverka honom och Eva: krig, översvämning och pest. Han är skakad men ärkeängeln Mikael ger honom mod inför Guds rättvisa, och Adam och Eva lämnar paradiset med ro i sinnet.